# アスコー原子力発電所
アスコー原子力発電所(カタルーニャ語: Central Nuclear d'Ascó、スペイン語: Central Nuclear de Ascó)はスペインのカタルーニャ州タラゴナ県アスコーにある原子力発電所。
2基の加圧水型原子炉を擁し、それぞれ933、943MWeの発電能力を持つ。

## 事故
2007年の11月に1号炉でINESでレベル2の事故が起こっている。スペイン原子力安全委員会(The Spanish Nuclear Safety Council、CSN)はこの漏れを翌年4月4日まで知らされていなかった。漏出は11月に再び起こっているが、2008年3月まで野外では観測されていない。
CSNは最初に検出された放射性物質は合計235000ベクレル程度であったと推定した。発電所運営委員会は後に最大で8495万ベクレルの放射性物質が拡散した推定した。CSNは「放射性物質の制御不十分と炉を制御するために不十分で欠損した情報の提供」から評価がレベル1からレベル2に引き上げられたと公表した。調査が公開された後、取締役は解雇された。

## 原子炉
| 原子炉         | 形式           | 純発電量 | 総発電量 | 建設開始      | 送電網同期     | 商用運転       | 停止 |
| -------------- | -------------- | -------- | -------- | ------------- | -------------- | -------------- | ---- |
| 1号機 (Ascó-1) | 加圧水型原子炉 | 995 MW   | 1033 MW  | 1974年5月16日 | 1983年8月13日  | 1984年12月10日 |      |
| 2号機 (Ascó-2) | 加圧水型原子炉 | 997 MW   | 1027 MW  | 1975年3月7日  | 1985年10月23日 | 1986年3月31日  |      |

## 画像

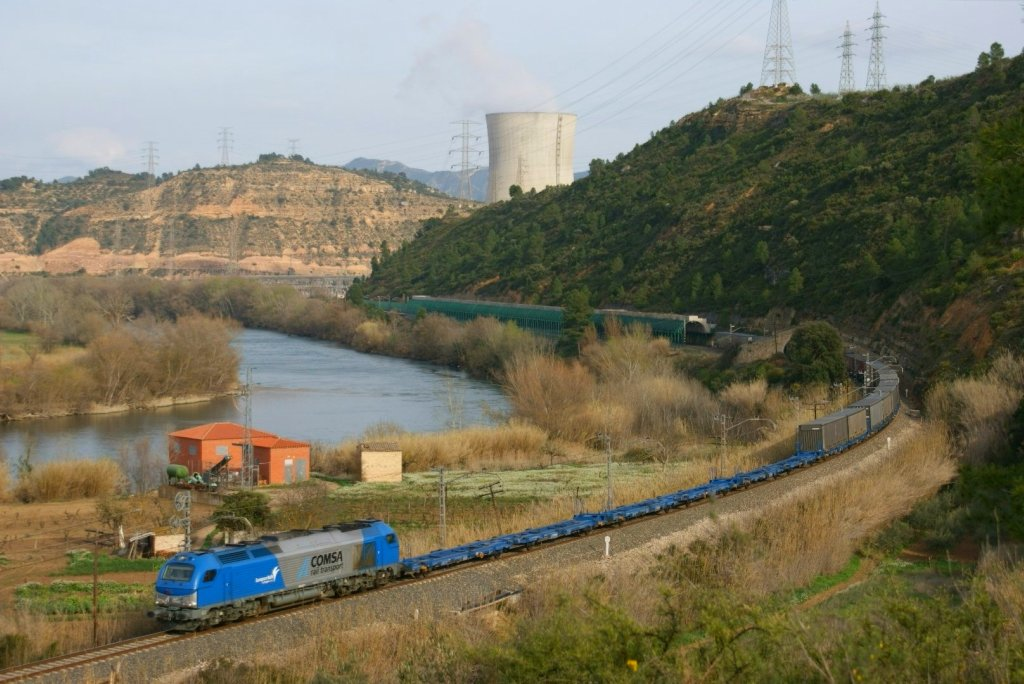
近隣を通る鉄道
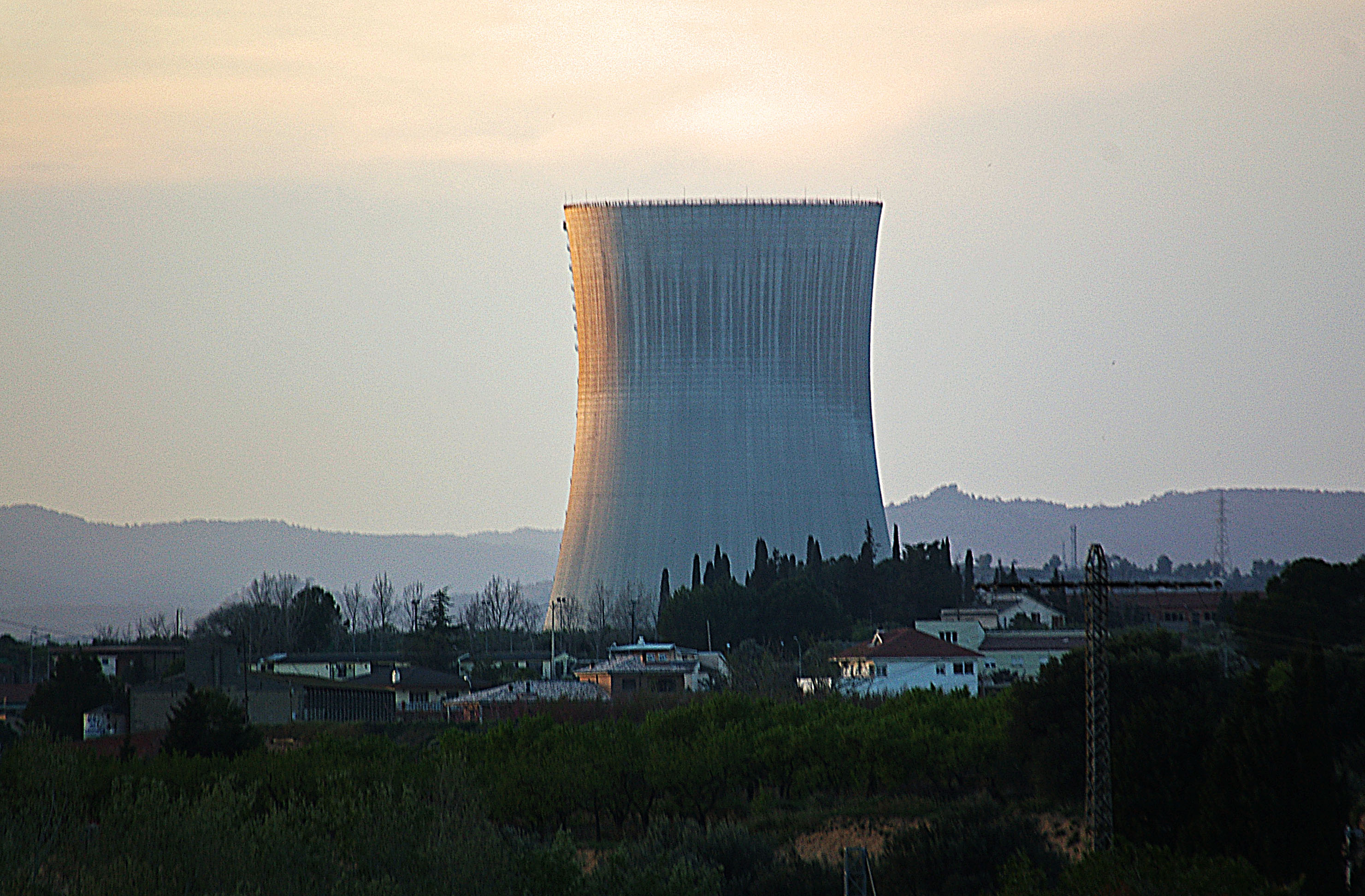
冷却塔

## 註
1. ↑  “Spain nuclear plant leak below legal limit: watchdog”. Reuters. (2008年4月8日)
2. ↑  “El CSN reclasifica el suceso de Ascó a nivel 2 en la Escala INES por suministrar la empresa información deficiente e incompleta” (PDF).   CSN. 2011年7月20日時点のオリジナルよりアーカイブ。2008年4月16日閲覧。
3. ↑  Destituido el director de la central nuclear de Ascó tras una fuga radiactiva （スペイン語）
4. ↑  Power Reactor Information System der IAEA: „Spain, Kingdom of Power Reactors“ Archived 2012年3月3日, at the Wayback Machine. (englisch)